# اچ‌ام‌اس عرب (۱۹۰۱)
اچ‌ام‌اس عرب (۱۹۰۱) (به انگلیسی: HMS Arab (1901)) یک کشتی بود. این کشتی در سال ۱۹۰۱ ساخته شد.